# 周立波故居
周立波故居是中国现代著名作家周立波的住宅，坐落在湖南省益阳市赫山区谢林港镇清溪村，是湖南省级文物保护单位、“湖南省爱国主义教育基地”。它占地面积1510平方米，建筑面积790平方米，28间房屋，坐北朝南，土木结构，悬山顶，典型的江南住宅。

## 沿革
清朝乾隆五十三年（1788年），周立波故居建立。
1908年8月9日，周立波出生在这里，并且居住到1924年去长沙省立第一中学为止。1955年至1965年，周立波在故居完成了农村题材的《山乡巨变》等长、短篇著作。
1997年，益阳市人民政府将其列入市级重点文物保护单位。2002年，湖南省人民政府将其列入湖南省级重点文物保护单位。

## 建筑
大门入口门楣悬挂着全国人民代表大会常务委员会副委员长吴阶平题写“周立波故居”扁额。
整个故居是“三间两搭厢”的穿斗式三合院，两厢非对称布局；东厢房四间，东偏房五间；西厢房七间，后厢房三间，过厅一间，西偏房四间。厢房与偏房之间，有狭长天井相隔。
立波小街，全长86米，建筑面积1360平方米，在鱼塘以北，故居以东，砖木结构，按照清朝乾隆年间江南民居风格建立。
清溪姊妹井，清朝乾隆年间建立，水质甜美，清澈见底。附近村民都在此取水，90岁以上老人比比皆是，故又名“长寿井”。

## 图册
- 周立波卧室。
- 立波小街。
- 周立波故居的私塾。
- 清溪姊妹井。
- 故居堂屋的周立波铜像。
- 故居外的周立波铜像。